# Wetenschappelijk genootschap

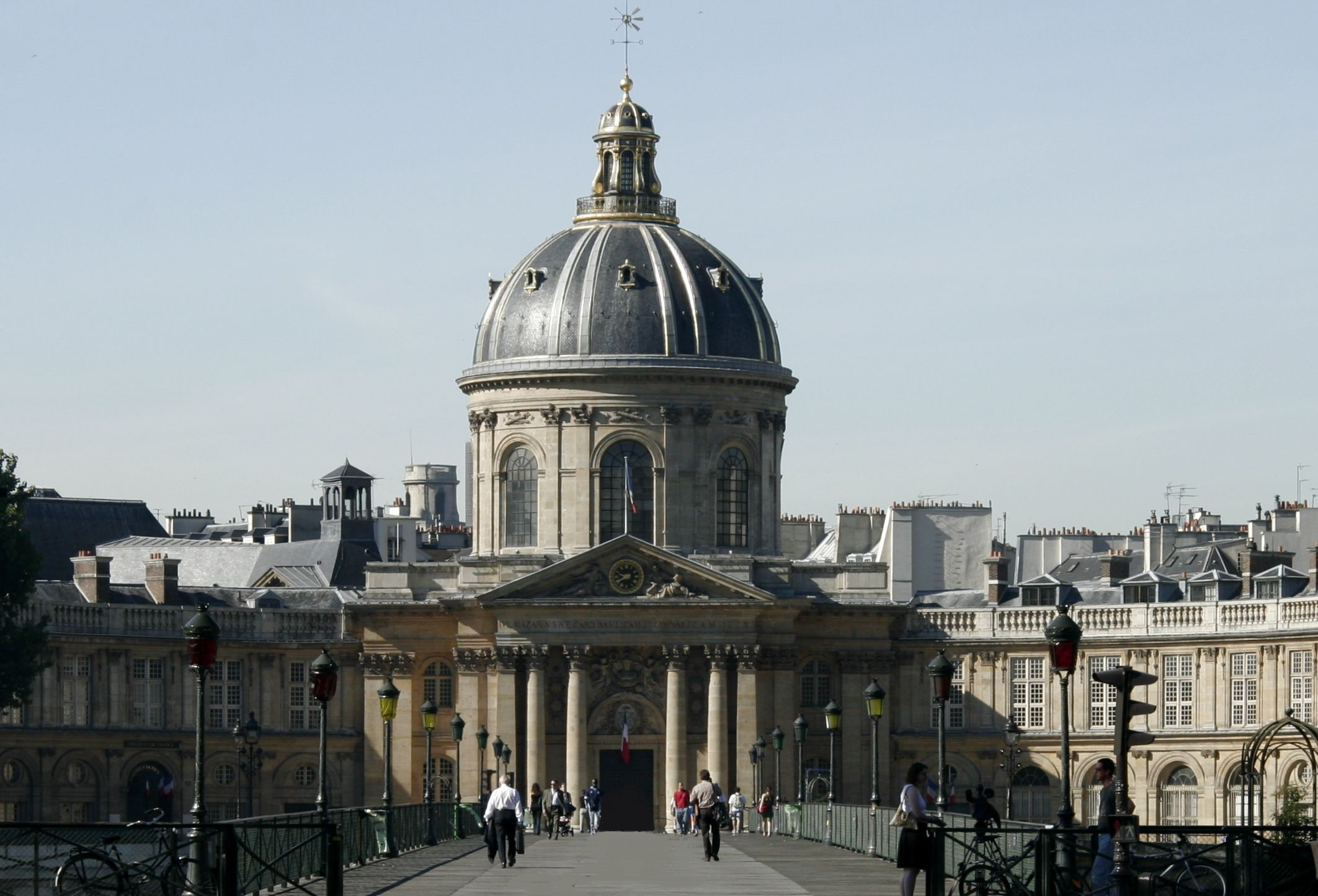
Académie Française, Parijs

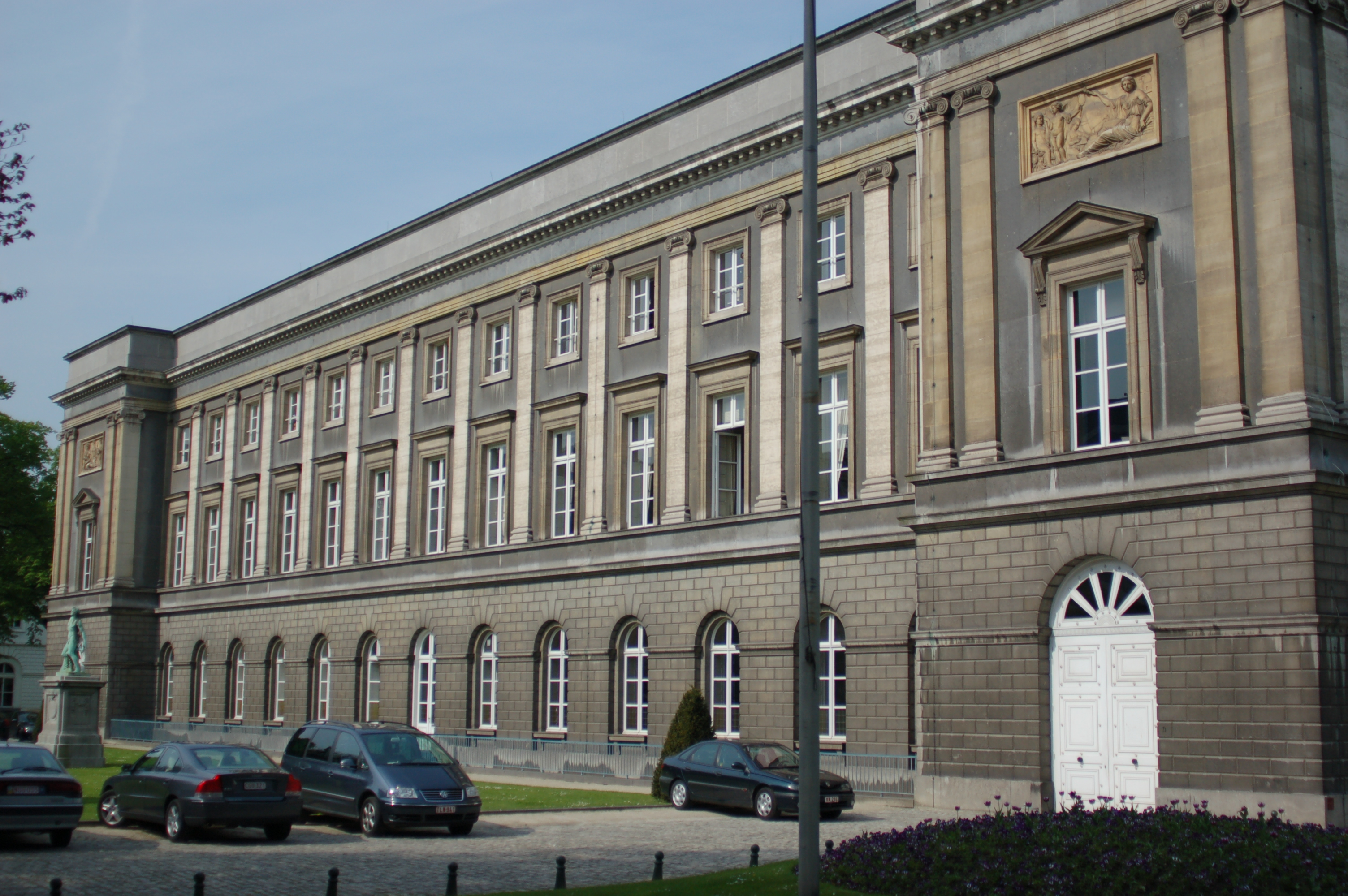
Academiën te Brussel

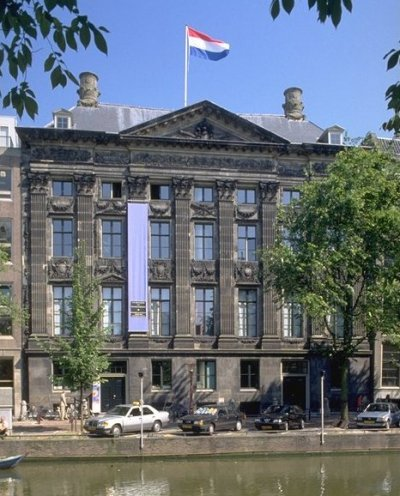
KNAW, Amsterdam.

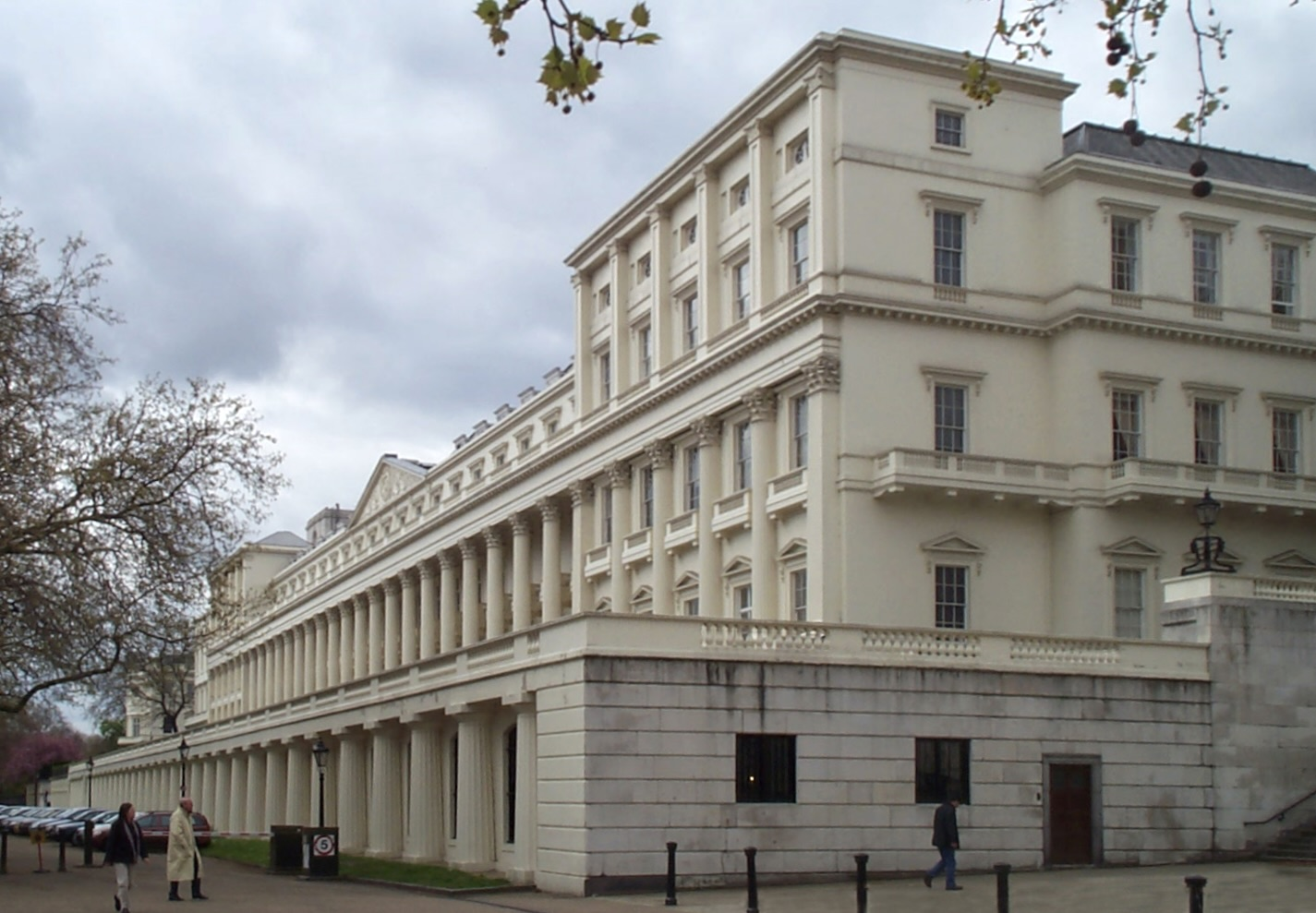
The Royal Society, London.

Een wetenschappelijk genootschap of genootschap van geleerden is een genootschap dat als doel heeft een wetenschappelijke discipline te promoten en de kennis erover te verspreiden en populariseren. Lidmaatschap van dergelijke genootschappen kan in sommige gevallen open voor iedereen zijn, maar meestal is een bepaalde academische graad nodig of worden nieuwe leden gevraagd lid te worden na een interne verkiezing. Dit laatste is vooral het geval met de oudste wetenschappelijke genootschappen, lidmaatschap wordt dan als een eer gezien die slechts gereputeerde geleerden ten deel valt.

## Algemeen
Normaal gesproken zijn wetenschappelijke genootschappen non-profit. De activiteiten bestaan meestal uit het organiseren van wetenschappelijke conferenties, waarbij nieuwe ontdekkingen en resultaten besproken worden; en het publiceren van tijdschriften over het betreffende vakgebied. Soms functioneert een genootschap ook als een beroepsorganisatie.
Wetenschappelijke genootschappen zijn een belangrijk onderdeel van de wetenschappelijke dynamiek. De oprichting van een nieuw genootschap is een belangrijke stap bij het ontstaan van een nieuwe wetenschappelijke discipline of sub-discipline.
Genootschappen kunnen erg algemeen gericht zijn, zoals de American Association for the Advancement of Science in de V.S., of juist gericht op een bepaalde discipline. Ze kunnen voornamelijk bedoeld zijn voor geleerden uit een bepaald land (hoewel de meeste ook leden aannemen uit andere landen), of juist internationaal gericht zijn. Vooral in de V.S. komen ook veel lokale genootschappen voor, vaak bedoeld voor geleerden uit één staat.
Lidmaatschap heeft voor geleerden verschillende voordelen. Zo hebben leden korting op de publicaties van het genootschap en vormt het genootschap een netwerk waar de meeste geleerden uit het eigen vakgebied onderdeel van zijn.

## Voorbeelden
Voorbeelden van zeer oude wetenschappelijke genootschappen zijn 
- de Poolse Sodalitas Litterarum Vistulana gesticht in 1488
- de Italiaanse Accademia dei Lincei gesticht in 1603
- de Franse Académie Française gesticht in 1635
- en de Engelse Royal Society gesticht in 1660
- de Koninklijke Hollandsche Maatschappij der Wetenschappen gesticht in 1752
- de Koninklijke Nederlandse Akademie van Wetenschappen, gesticht in 1851
- De Koninklijke Vlaamse Academie van België voor Wetenschappen en Kunsten, gesticht in 1845 maar in feite teruggaand tot 1769